# La doppia vita di Dan Craig
La doppia vita di Dan Craig (Night Must Fall) è un film del 1964, diretto da Karel Reisz, tratto dall'opera teatrale del 1935 di Emlyn Williams, già adattata per il cinema nel 1937 (Notturno tragico di Richard Thorpe).
Il film è stato presentato in concorso al Festival di Berlino.